# Масований ракетний обстріл України 5 грудня 2022
5 грудня 2022 року, у рамках російського вторгнення в Україну, російські військові завдали шо́стого ма́сованого раке́тного уда́ру по енергетичній інфраструктурі України. Цього разу обстріл припав на 28-му річницю підписання Будапештського меморандуму. Ще однією особливістю цього обстрілу стали удари на випередження українських (за твердженнями Росії) БПЛА-камікадзе, які вразили об'єкти на аеродромах стратегічної авіації «Енгельс» та «Дягілєво». Внаслідок ударів на землі залишились кілька стратегічних ракетоносців, у випадку Дягілєво — Ту-22М3, споряджений ракетою Х-22, а в «Енгельсі» — пошкоджений Ту-95МС.

## Передумови
Вночі зазнали ракетних ударів промислові зони Кривого Рогу (ймовірно із наземного комплексу Іскандер) та Запоріжжя (із ЗРК С-300).

## Обстріл
Згідно попередніх даних командування Повітряних Сил ЗСУ всього було запущено понад 70 ракет: з району Каспійського моря та Волгодонська Ростовської області з восьми літаків Ту-95МС росіяни запустили 38 крилатих ракет Х-101/Х-555, з кораблів у Чорному морі були запущені 22 крилаті ракети типу «Калібр» а також з неба над Чорним морем з літаків Ту-22М3 були запущені три ракети типу Х-22. Окрім того шість керованих ракет Х-59 та одна Х-31П були запущені з винищувачів типу Су-35.
| Регіон                                                | Місце                                                 | Ракета                                                | Збито                                               | Влучання, загиблі/поранені                         |
| ----------------------------------------------------- | ----------------------------------------------------- | ----------------------------------------------------- | --------------------------------------------------- | -------------------------------------------------- |
| Дніпропетровська обл.                                 | Кривий Ріг                                            | Іскандер-М                                            | 0/3                                                 | промислова інфраструктура, жертви: 1/3             |
| Запорізька обл.                                       | Запоріжжя                                             | 5В55                                                  | —                                                   | промислова та цивільна інфраструктура, жертви: 2/2 |
|                                                       |                                                       |                                                       |                                                     |                                                    |
| Вінницька обл.                                        | Вінницька обл.                                        | —                                                     | 0/10                                                | енергетична інфраструктура                         |
| Київська обл.                                         | Київська обл.                                         | —                                                     | 0/10                                                | енергетична інфраструктура                         |
| Одеська обл.                                          | Одеська обл.                                          | —                                                     | 0/10                                                | енергетична інфраструктура                         |
|                                                       |                                                       |                                                       |                                                     |                                                    |
| Вінницька обл.                                        | Вінницька обл.                                        | —                                                     | 22/22                                               | перехоплено українською ППО                        |
| Черкаська обл.                                        | Черкаська обл.                                        | —                                                     | 22/22                                               | перехоплено українською ППО                        |
| Київська обл.                                         | Київська обл.                                         | —                                                     | 22/22                                               | перехоплено українською ППО                        |
| Полтавська обл.                                       | Полтавська обл.                                       | —                                                     | 22/22                                               | перехоплено українською ППО                        |
| Дніпропетровська обл.                                 | Дніпропетровська обл.                                 | —                                                     | 22/22                                               | перехоплено українською ППО                        |
| Миколаївська обл.                                     | Миколаївська обл.                                     | —                                                     | 22/22                                               | перехоплено українською ППО                        |
| Одеська обл.                                          | Одеська обл.                                          | —                                                     | 22/22                                               | перехоплено українською ППО                        |
| Київ                                                  | Київ                                                  | —                                                     | 9/9                                                 | перехоплено українською ППО                        |
| Полтавська обл.                                       | Полтавська обл.                                       | —                                                     | 10/10                                               | перехоплено українською ППО                        |
| Дніпропетровська обл.                                 | Дніпропетровська обл.                                 | —                                                     | 15/15                                               | перехоплено українською ППО                        |
| Харківська обл.                                       | Харківська обл.                                       | —                                                     | 4/4                                                 | перехоплено українською ППО                        |
| Україна загалом (не рахуючи систем С-300 та Іскандер) | Україна загалом (не рахуючи систем С-300 та Іскандер) | Україна загалом (не рахуючи систем С-300 та Іскандер) | 60/70                                               | жертви: 4/5                                        |
| Відсоток перехоплених ракет ППО та іншими засобами:   | Відсоток перехоплених ракет ППО та іншими засобами:   | Відсоток перехоплених ракет ППО та іншими засобами:   | Відсоток перехоплених ракет ППО та іншими засобами: | 86%                                                |

Українські підрозділи ППО збили понад 60 ракет.
Під час нальоту на території Молдови у Бричанському районі впала ракета. В Молдові були тимчасові перебої з постачанням електричної енергії.

## Наслідки
- Сумська область залишилася повністю без електропостачання.
- В Одесі після вибухів знеструмленими лишилися всі насосні станції та резервні лінії. Водопостачання було відсутнє у цілому місті. Також внаслідок удару було пошкоджено два об'єкти інфраструктури, були влучання у житлові будинки та цивільну інфраструктуру. Дві людини отримали поранення.
- Частина Кривого Рогу лишилася без електроенергії, було вимкнено деякі котельні та насосні станції.
- Більша частина Житомира опинилася без електроенергії.
- У Кропивницькому були знеструмлені всі насосні станції.
- На Запоріжчині у селі Новософіївка були пошкоджені приватні будинки. За попередньою інформацією двоє людей загинули, троє поранені.[22]